# ボレスワフ・ピェルヴォロドヌィ
ボレスワフ・ピェルヴォロドヌィ（Bolesław Pierworodny, 1293年頃 - 1365年3月21日以前）は、ヴィエルニ公（在位：1313年 - 1326年）、ニェモドリン公（在位：1313年 - 1365年）、プルドニクの統治者（在位：1336年 - 1365年）。オポーレ公ボルコ1世の長男、母はブランデンブルク辺境伯オットー3世の娘とされるアグネス。ピェルヴォロドヌィは「長子」を意味する。理由は不明ながら弟ボルコ2世（ボレスワフの短縮形）と名前が同じであるため、この異称がついた。

## 生涯
父が1313年に亡くなった後、ボレスワフはヴィエルニとニェモドリンを相続した。1323年まで、ボレスワフはオポーレを相続した2人の弟ボルコ2世、アルベルトがまだ幼かったため、彼らの後見人を務めていた。ボレスワフとその公国はボヘミア王家であるルクセンブルク家に大きな影響を受けた。ボヘミア王国との同盟はポーランド王ヴワディスワフ1世（短身王）との戦争を引き起こし、ボレスワフは1326年にヴィエルニを喪失した。
1327年2月17日、ボレスワフは他のシロンスク諸公と共に、オパヴァでボヘミア王ヨハン・フォン・ルクセンブルクに臣従の礼を取った。翌1328年、ボレスワフは新たに生じたボヘミア王の封臣としての責任を果たすべく、異教国家リトアニアに対する十字軍遠征に参加している。この遠征からの帰還後、ボレスワフは主君のヨハンに従ってプラハに赴き、同市で長い期間を過ごした。1336年に忠勤の褒美として、ボヘミア王から2000グジヴナで都市プルドニクと周辺の村々を買い取る許可を得ている。1355年には神聖ローマ皇帝として戴冠するためローマに遠征旅行に向かうヨハンの息子のボヘミア王カール4世に随行した。
ボレスワフは1362年から1365年の間に亡くなった。埋葬された場所は不明である。

## 子女
1325年11月29日までに、ボレスワフはヴロツワフ公ヘンリク6世の娘エウフェミア（1312年頃 - 1384年以後の3月12日）と結婚し、間に8人の子女をもうけた。
1. ボレスワフ2世（1326年/1335年 - 1368年6月25日）
2. ヴァツワフ（1336年/1346年 - 1369年6月）
3. マウゴジャタ（1340年以前 - 1399年7月12日） - 1354年以前に、ロイヒテンベルク方伯ウルリヒ2世と結婚
4. アンナ（1342年/1344年以前 - 1365年5月8日） - ヴロフワフの聖クララ修道院の修道女
5. ヤドヴィガ（1345年以前 - 1413年2月13日） - 1379年にヴロフワフの聖クララ修道院の院長
6. ヘンリク（1345年 - 1382年9月14日）
7. ユディタ（1346年以前 - 1378年10月以後） - 1359年8月4日、オパヴァ公ミクラーシュ2世と結婚
8. エルジュビェタ（1347年/1350年 - 1366年6月25日） - ヴロフワフの聖クララ修道院の修道女